# Galeria Knoedler

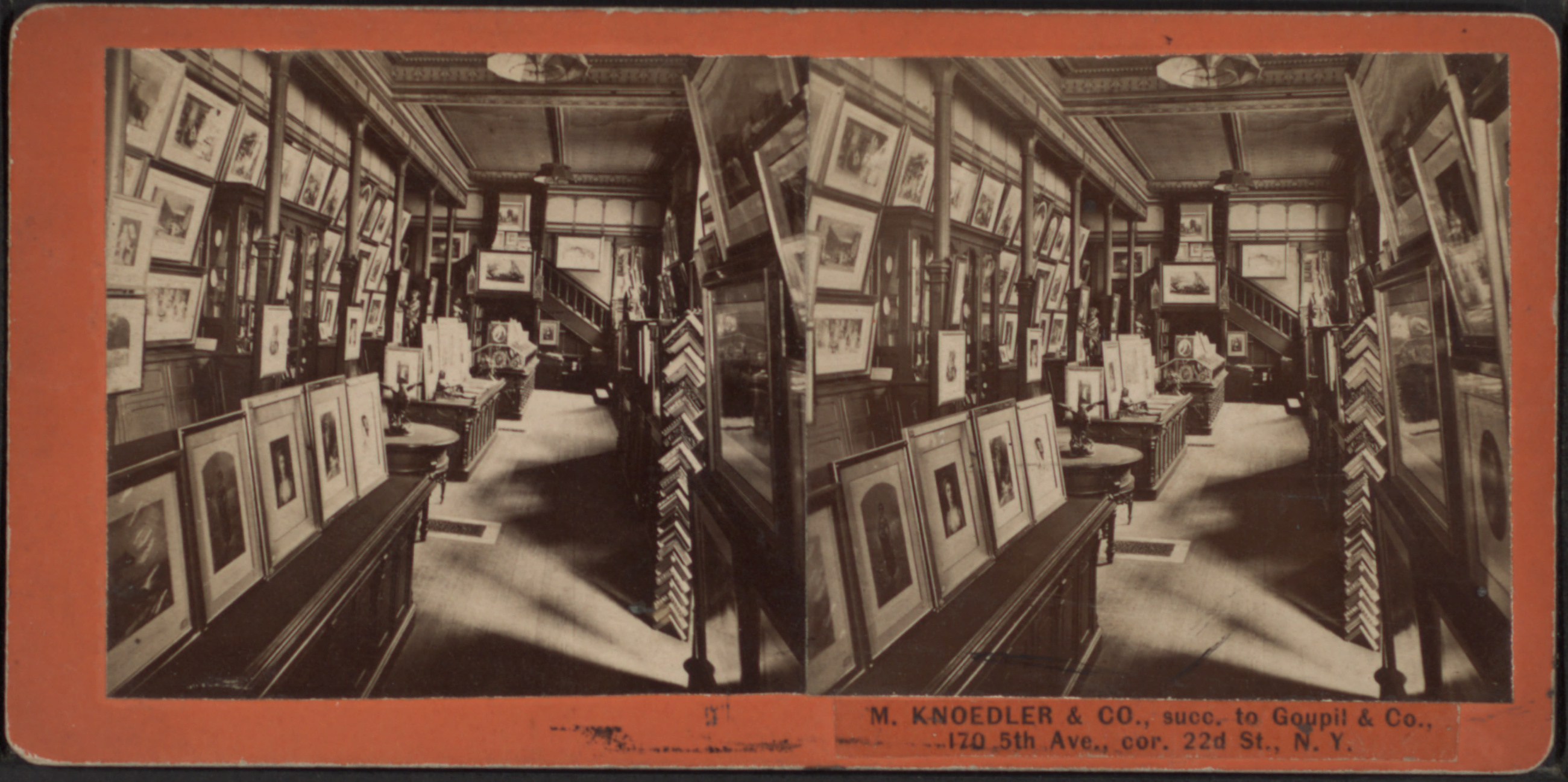
Fotografia estereoscópica do interior da galeria Knoedler (ca. 1860-1880).

A Galeria Knoedler (oficialmente Knoedler & Company) foi uma tradicional galeria comercial de arte fundada em 1846 por Michael Knoedler. Localizava-se em um edifício datado de 1909, em Nova Iorque, e possuia filiais em Londres e em Paris. Voltada inicialmente à comercialização de materiais para a produção artística, de livros antigos e de reproduções de pinturas e esculturas, a galeria beneficiou-se enormemente do desenvolvimento do mercado de arte norte-americano no período pós-industrial. A Knoedler trabalhava como representante comercial de um grupo selecionado de artistas contemporâneos ativos no pós-Segunda Guerra, promovia exposições e atuava no mercado editorial. Possuia uma extensa biblioteca especializada em artes, com mais de 60 mil volumes.

## Histórico
A Galeria Knoedler foi estabelecida em Nova Iorque em 1846 por Michael Knoedler, um comerciante de obras de arte oriundo da Baviera, que havia trabalhado como representante de galeristas franceses antes de emigrar para os Estados Unidos. A princípio, a Galeria Knoedler atuaria como representante da Goupil & Cie, famosa associação de comerciantes franceses de obras de arte, especializada em reproduções de pinturas e esculturas, com filiais espalhadas por toda a Europa. A galeria permaneceria ligada à Goupil & Cie até 1857, comercializando, além das reproduções, materiais para produção artística.
Após a Guerra de Secessão (1861-1865), Michael Knoedler ampliou o campo de ação da galeria, passando a comercializar trabalhos de artistas contemporâneos norte-americanos e europeus, nomeadamente de George Inness. Entre seus clientes neste período, estiveram John Taylor Johnston, membro-fundador do Metropolitan Museum of Art, e Aaron Healy, primeiro presidente do Museu do Brooklyn. A prosperidade gerada pela industrialização norte-americana logo multiplicaria o número de clientes da galeria, aquecendo o mercado e elevando os preços das vendas de obras de arte. Também o patronato artístico tornaria-se relativamente comum, o que beneficiaria não apenas os galeristas, mas, sobretudo, os incipientes museus de arte norte-americanos. Nesse contexto, a Knoedler angariaria outra leva de clientes de peso, onde figuraram, entre outros, Cornelius Vanderbilt, Henry Osborne Havemeyer e William Rockefeller.
Em 1895, a galeria abriu uma filial em Paris e, pouco tempo depois, outra filial em Londres. Nesse mesmo ano, o comerciante Charles Carstairs associou-se à galeria e sugeriu a Michael Knoedler que incluísse no acervo obras antigas das escolas européias. Assim, ao longo das três primeiras décadas do século XX, a Galeria Knoedler repassaria a colecionadores particulares e a museus norte-americanos inúmeras obras-primas da pintura ocidental. A intensa competição entre os colecionadores pela aquisição de tais obras causaria um aumento sem precedentes em seus preços. A primeira obra de grande vulto comercializada pela Knoedler foi Don Balthazar Carlos com um anão de Diego Velázquez, vendida para o Museu de Belas Artes de Boston.
Em 1929, tendo à frente Charles Henschel, a Galeria Knoedler negociou com o governo soviético, ao custo de 12 milhões de dólares, a aquisição de cerca de trinta obras-primas da coleção do Museu Hermitage de São Petersburgo. Muitas destas obras estão hoje no acervo da National Gallery of Art, em Washington, DC, e permanecem entre as mais importantes e valiosas existentes nas coleções norte-americanas. A negociação com o Hermitage garantiu destaque à galeria, que ampliou os seus negócios internacionais, passando a vender obras à National Gallery e à Tate Gallery de Londres, ao Museu do Louvre de Paris e a outros museus de Edimburgo, Glasgow e Melbourne, etc. Na América do Sul, a Galeria Knoedler teria no Museu de Arte de São Paulo o seu principal cliente.
Após a Segunda Guerra Mundial, a galeria voltou a se especializar em vendas de obras de artistas contemporâneos, tornando-se representante comercial de artistas como Herbert Ferber, Milton Avery, Helen Frankenthaler, Conrad Marca-Relli, Robert Motherwell e Frank Stella, entre outros. A galeria também realiza exposições temporárias em sua sede em Nova Iorque e edita catálogos e publicações especializadas em arte.